# Frank Williams (arquitecto)
Frank Williams (14 de diciembre de 1936 – 25 de febrero de 2010) fue un arquitecto estadounidense, que diseñó una veintena de edificios de Manhattan, como el Trump Palace Condominiums, 515 Park Avenue y el W Hotels  de Times Square. Williams se graduó en la Universidad de Berkeley en 1961 y recibió el máster de Harvard en 1965. Se trasladó a Nueva York y dio clases en la Universidad de Columbia los siguientes años.
Fue el coautor del libro Urban Design Manhattan, un libro influyente abogando por rascacielos distintivos y diseño en Manhattan. También fue el elemento de estudio de The Architecture of Frank Williams (Architecture Today), publicado en 1997.

## Proyectos
Frank Williams había diseñado un número notable de edificios en Nueva York:
- 515 Park Avenue, Nueva York
- The London Hotel, Nueva York
- W Times Square Hotel, Nueva York
- Trump Palace, Nueva York
- Four Seasons Hotel, Nueva York
- World Wide Plaza Residential Complex, Nueva York
- The Park Belvedere, Nueva York
- The Belaire, Nueva York
- The Vanderbilt, Nueva York

En todo el mundo:
- Mercury City Tower, Moscú, Rusia
- Burj Residential Tower, Dubái, U.A.E
- Samsung Residential Tower, Seoul, Corea del Sur
- Taipei Tower F4, Taipéi, Taiwán
- Lang Suan Ville, Bangkok, Tailandia

## Galería

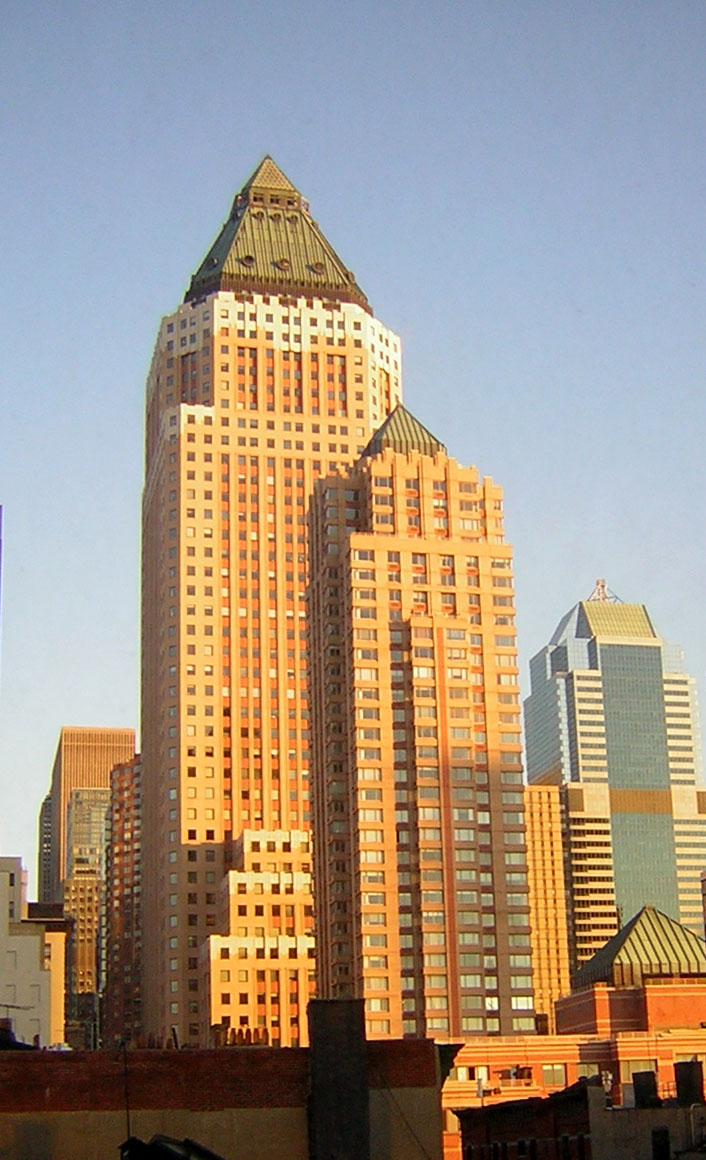
One Worldwide Plaza acabada en 1989 y localizada en el 825 de 8th Avenue Manhattan, Nueva York
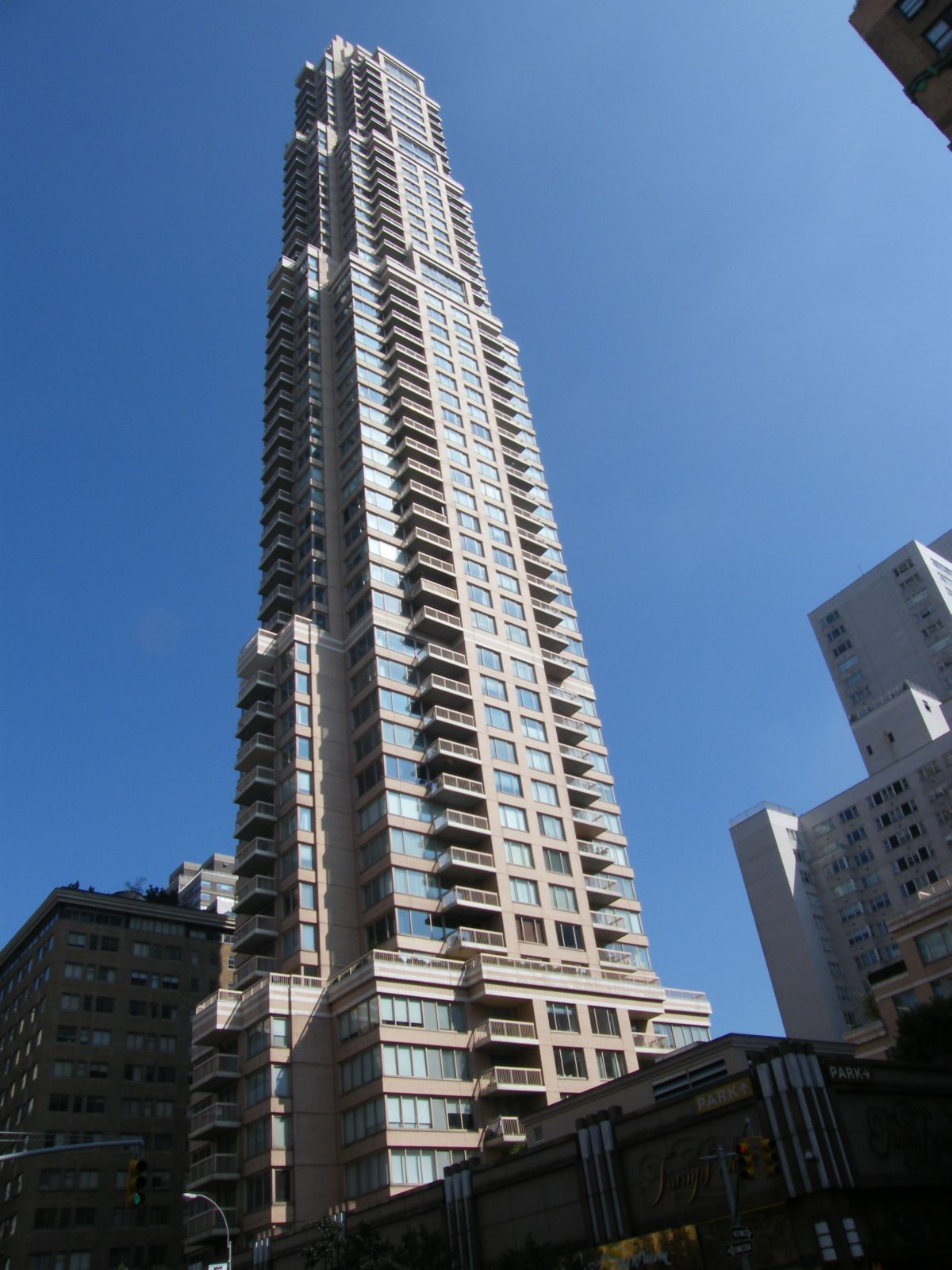
The Trump Palace Condominiums en el 200 East 69th Street Manhattan, Nueva York. El edifició fue encargado por el empresario y posteriormente presidente de los Estados Unidos Donald Trump y completado en 1991.
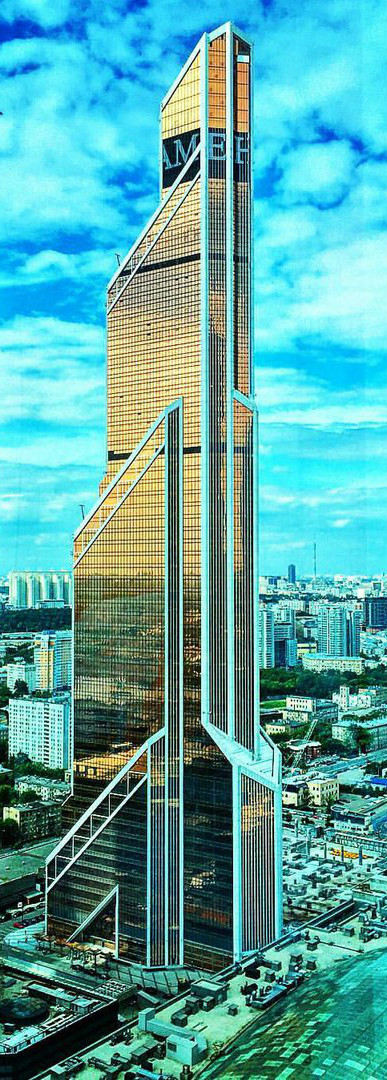
Mercury City Tower en Moscú, completado en noviembre de 2012. El edificio fue diseñado junto a M.M. Posokhin y G.L. Sirota.
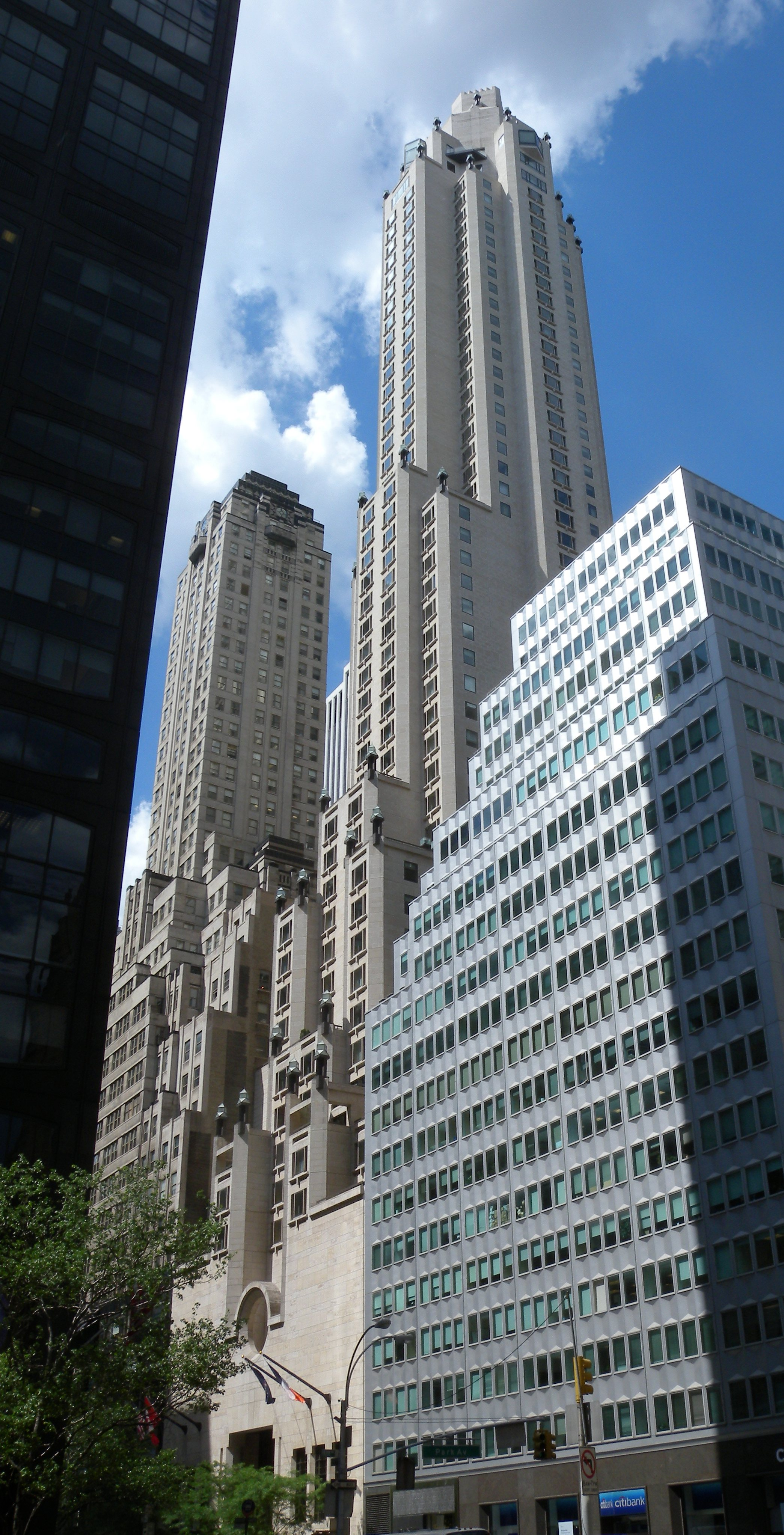
The Four Seasons Hotel New York que se abrió en 1993 en el 57 East 57th Street